# Haymarket

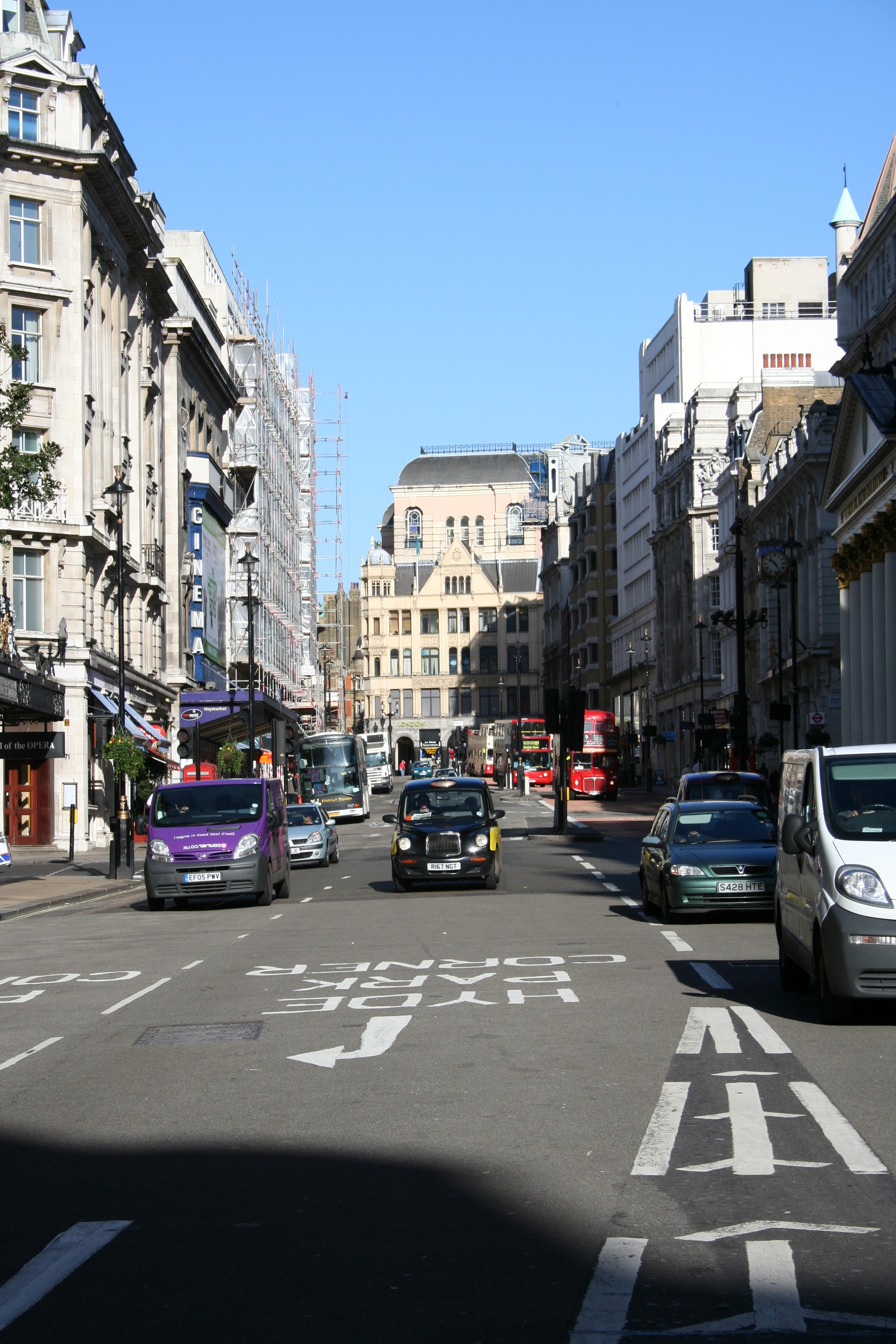
Haymarket en 2006.

Haymarket (haymarket significa «mercado del heno» en inglés) es una calle en el distrito de St James's de la ciudad de Westminster, en Londres, capital del Reino Unido.
Se extiende desde Coventry Street (no lejos de Piccadilly Circus) hasta Pall Mall, Pall Mall East y Cockspur Street. En ella se encuentran restaurantes de lujo, el Teatro Haymarket (Theatre Royal Haymarket), el Teatro de Su Majestad (Her Majesty's Theatre), un complejo cinematográfico y New Zealand House, el sitio del alto comisariado de Nueva Zelanda en el Reino Unido.

## Historia
La calle forma parte del barrio de los teatros de Londres, el West End, y de una manera general, la calle es un lugar de implantación privilegiada para los teatros desde el siglo XVII. El Teatro de la Reina (Queen's Theatre), realizado por John Vanbrugh, abrió sus puertas en 1705. En el estreno, estaba previsto para obras dramáticas, pero rápidamente el teatro pareció más apropiado para óperas. Aquí estrenó Georg Friedrich Händel numerosas óperas y oratorios. El Queen's Theatre fue rebautizado como King's Theatre (Teatro del Rey) a la muerte de Ana I de Gran Bretaña en 1714. El edificio de Vanbrugh fue destruido por el fuego en 1790, y se construyó otro Teatro del Rey exactamente en el mismo lugar. Este fue también destruido por el fuego y, en 1897, una vez más, el teatro abrió sus puertas, pero con el nombre de His Majesty's Theatre. Este edificio es el que llegó a nuestros días y se usa para producciones musicales de envergadura, con un nombre diferente esta vez, Her Majesty's Theatre, es decir el nombre actual. En Haymarket se encuentra otro teatro, el Teatro Real (Theatre Royal), construido por John Nash en 1820, en reemplazo de un antiguo teatro que había abierto en los años 1720.

## Ubicación
Haymarket corre paralela a la calle Lower Regent Street (la parte de Regent Street situada al sur de Piccadilly Circus). Lower Regent Street permite a los vehículos circular hacia el norte, mientras que Haymarket permite circular hacia el sur. Estas dos calles forman parte de la carretera A4 (A4 road) que parte del centro de Londres y va hacia el oeste.